# Taisuke Akiyoshi
Taisuke Akiyoshi (født 18. april 1989) er en japansk fodboldspiller.
Han har spillet for flere forskellige klubber i sin karriere, herunder Fagiano Okayama.